# Мартин Щранцъл
Мартин Щранцъл (на немски: Martin Stranzl) е роден на 16 юни 1980 г. в Гюсинг, Австрия. Той е австрийски футболист и играе за националния отбор на страната.

## Статистика
- 96 мача и 4 гола за Мюнхен 1860 (1997 – 2004)
- 44 мача и 1 гола за ФФБ Щутгарт (2004 – 2006)
- 53 мача и 2 гола за Спартак Москва (2006 – 2010)
- От 2010 играе в Борусия Мьонхенгадбах.